# Crête supraventriculaire
La crête supraventriculaire (de His) (ou  tendon de l'infundibulum ou arcade musculaire supérieure de Parchatte ou éperon de Wolff ou muscle compresseur de la valvule tricuspide de Sappey et Cruveilhier) est une saillie musculaire qui soulève la paroi médiale de l'infundibulum pulmonaire.

## Structure
La crête supraventriculaire est une élévation musculaire en forme de croissant intégré au squelette fibreux du cœur.
Elle forme la limite postérieure et inférieure de l'infundibulum et sépare celui-ci de la partie antérieure de l'orifice atrio-ventriculaire droit.